# Patinatius terreus
Patinatius terreus är en mångfotingart som först beskrevs av Carl Graf Attems 1934.  Patinatius terreus ingår i släktet Patinatius och familjen Odontopygidae. Inga underarter finns listade i Catalogue of Life.